# 松本愛
松本愛（日语：／，1994年4月5日—），是日本女性模特兒、藝人，出生於埼玉縣，身高160公分，體重43公斤，血型O型，愛稱是「まあぴぴ」，隸屬於Vithmic.co旗下。

## 人物
為日本人和菲律賓人的混血兒。

## 出演

### 雜誌
- Nicky(セブン&アイ出版，2011年4月 - ) 讀者模特兒
- Popteen(角川春樹事務所，2011年4月 - ) 正式模特兒

### 電視
- 全国高等学校クイズ選手権(日本電視台，2011年)
- ツボ娘(TBS電視台，2011年7月3日)
- 中居正広のミになる図書館(2014年5月27日 - 朝日電視台)

### 形象模特兒
- dodoコスメモデル(ドドジャパン，2012年3月 - )
- ヴィーナスアカデミーモデル(ヴィーナスアカデミー，2012年4月 - )
- loves wigモデル(loves wig，2012年5月 - )
- ヴィーナスアイズモデル(ヴィーナスアイズ，2013年2月 - )

### 活動・型目錄
- CUPOPモデル(CUPOP，2012年7月 - )

## 外部連結
- （日語） 所屬事務所網站 （页面存档备份，存于）
- （日語） 松本愛Official Blog （页面存档备份，存于）